# نوپسرها مدیوفوزسیونتریس
نوپسرها مدیوفوزسیوِنتْریس یک گونه سوسک از خانوادهٔ سوسک‌های شاخک‌دراز است. استفان فون برونینگ در سال ۱۹۶۲ این گونه را توصیف و بررسی کرد.